# Pediobius koebelei
Pediobius koebelei är en stekelart som beskrevs av Kamijo 1977. Pediobius koebelei ingår i släktet Pediobius och familjen finglanssteklar. Inga underarter finns listade i Catalogue of Life.